# 総社町 (前橋市)
総社町（そうじゃまち）は、群馬県前橋市の地名。総社町一丁目から総社町四丁目まである。郵便番号は371-0853。2013年現在の面積は0.75km2。

## 地理
前橋市の西部、利根川の左岸、榛名山南東麓の台地上に位置している。

### 河川
- 利根川

## 歴史
1975年に総社町総社、大渡町の各一部が合併し、成立した地名である。

### 年表
- 1975年 総社町総社、大渡町の各一部が合併し、成立する。

## 世帯数と人口
2017年（平成29年）8月31日現在の世帯数と人口は以下の通りである。
| 丁目         | 世帯数  | 人口    |
| ------------ | ------- | ------- |
| 総社町一丁目 | 24世帯  | 46人    |
| 総社町二丁目 | 380世帯 | 728人   |
| 総社町三丁目 | 259世帯 | 541人   |
| 総社町四丁目 | 154世帯 | 368人   |
| 計           | 817世帯 | 1,683人 |

## 小・中学校の学区
市立小・中学校に通う場合、学区は以下の通りとなる。
| 丁目         | 番地 | 小学校             | 中学校             |
| ------------ | ---- | ------------------ | ------------------ |
| 総社町一丁目 | 全域 | 前橋市立総社小学校 | 前橋市立第六中学校 |
| 総社町二丁目 | 全域 | 前橋市立総社小学校 | 前橋市立第六中学校 |
| 総社町三丁目 | 全域 | 前橋市立総社小学校 | 前橋市立第六中学校 |
| 総社町四丁目 | 全域 | 前橋市立総社小学校 | 前橋市立第六中学校 |

## 交通

### 鉄道
鉄道駅はない。

### 道路
国道は通っておらず、県道は群馬県道105号総社石倉線が通っている。

## 施設

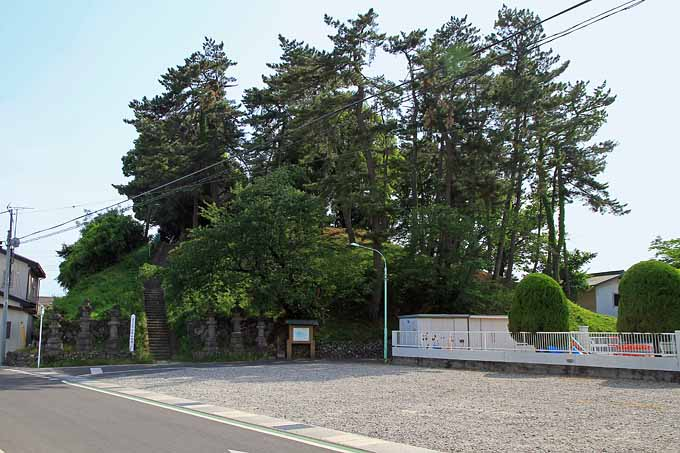
宝塔山古墳

- 前橋警察署
- 総社2号団地公園
- 総社愛宕山古墳
- 宝塔山古墳
- 蛇穴山古墳